# Triggerfinger
I Triggerfinger sono un gruppo rock belga originario di Anversa formatosi nel 1998. I componenti comprendono Ruben Block (chitarra e voce), Paul Van Bruystegem (basso) e Mario Goossens (batteria).

## Carriera
La band annuncia l'uscita del loro primo album Triggerfinger nel 2004, dopo aver precedentemente pubblicato brani come Inner Peace e Camaro. L'album riscosse un modesto successo tra i fan del rock, comparando il sound della band a quello dei Led Zeppelin e ai Queens of the Stone Age. L'album fu seguito da un live, Faders Up, che comprende pezzi del loro primo album e cover di altri gruppi.
Nel 2008 distribuiscono il secondo album studio, What Grabs Ya?, con il quale la band non riuscì a prendere piede in Belgio e nei Paesi Bassi. Nel 2009 l'album venne ripubblicato con nuove canzoni.
Il terzo album studio, All This Dancin' Around, venne commercializzato nel novembre 2010. A ciò seguì una più modesta popolarità in Belgio e nei Paesi Bassi. Successivamente sono diventati una support band del gruppo Within Temptation.
Nell'aprile 2012 pubblicano una cover del brano di Lykke Li I Follow Rivers, raggiungendo la prima posizione in Belgio e nei Paesi Bassi, segnando la prima hit olandese del gruppo.

## Discografia
- 2004 - Triggerfinger
- 2007 - Faders Up
- 2008 - What Grabs Ya?
- 2010 - All This Dancin' Around
- 2014 - By Absence Of The Sun
- 2017 - Colossus.